# Jan Ignác Dlouhoveský z Dlouhé Vsi
Jan Ignác Dlouhoveský z Dlouhé Vsi (6. února 1638 Dlouhá Ves – 10. ledna 1701) byl český barokní spisovatel, vlastenec, kanovník a později probošt metropolitní kapituly, pražský světící biskup a generální vikář.

## Život
Narodil se roku 1638 v Dlouhé Vsi u Vodňan v rodině rytíře Jindřicha Jana Dlouhoveského z Dlouhé Vsi a jeho manželky Juliany Fremuntové ze Stropčic. Vzdělání získal u jezuitů na Starém Městě pražském. Po studiu teologie, kde dosáhl titulu bakaláře, byl vysvěcen na kněze a stal se děkanem v Německém Brodě. Díky svým schopnostem a osobním vlastnostem zažil rychlý kariérní postup. Roku 1664 byl zvolen kanovníkem staroboleslavským. Roku 1667 se stal farářem v Týnském chrámu na Starém Městě a o rok později byl jmenován kanovníkem vyšehradským a u sv. Víta, kde se stal také dómským kazatelem. Roku 1674 byl zvolen proboštem a roku 1679 pomocným biskupem pražským a generálním vikářem pražského arcibiskupa Jana Bedřicha z Valdštejna. Roku 1696 sepsal česky testament, jímž odkázal mimo jiné finance poutnímu kostelu sv. Anny v Kraselově a monstranci do Svatovítského pokladu a další dary. Zemřel 10. ledna 1701 a je podle svého přání pochován v pražské katedrále nedaleko hrobu sv. Jana Nepomuckého, jehož vroucně ctil již v době před jeho svatořečením.

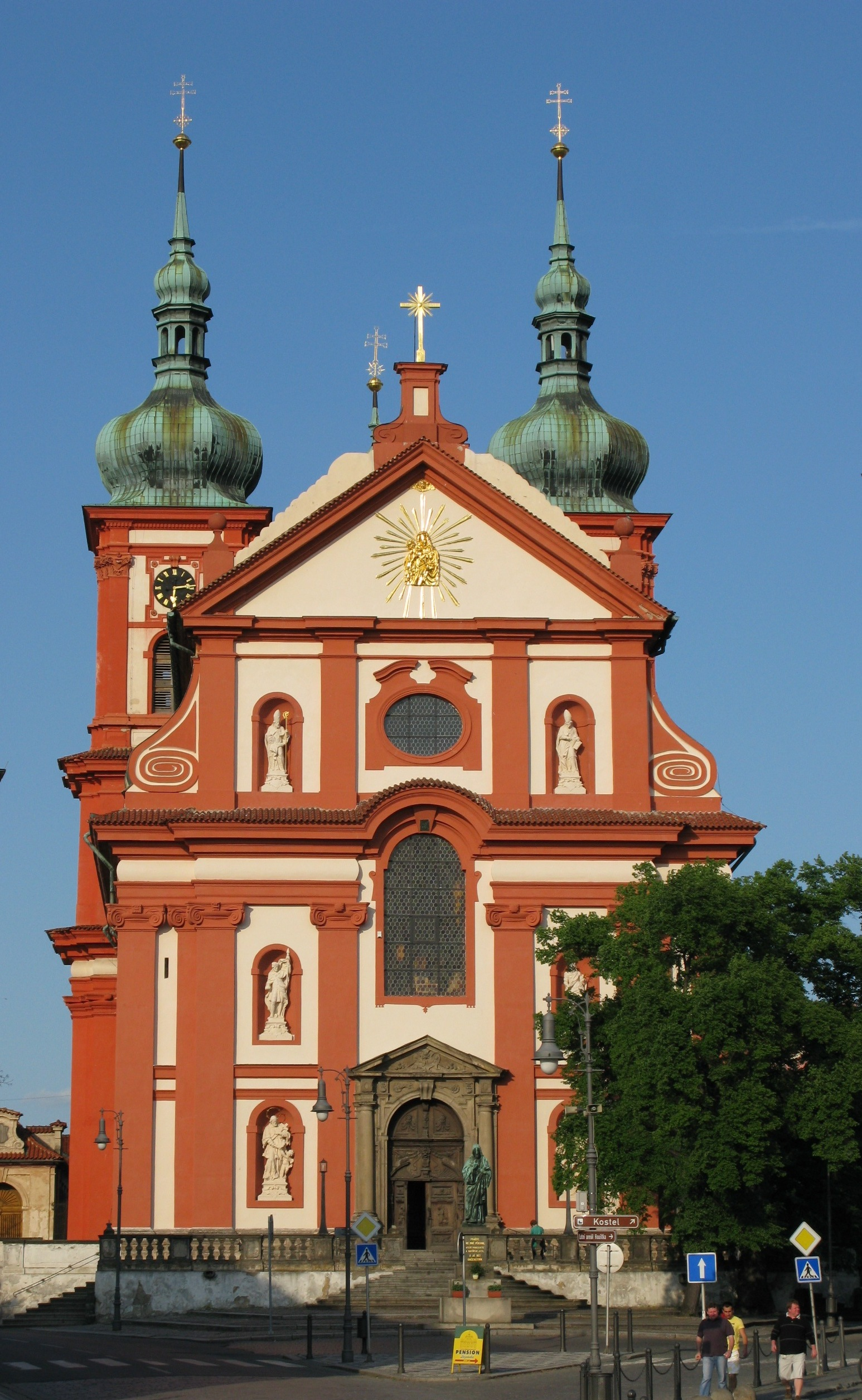
Kostel Nanebevzetí Panny Marie ve Staré Boleslavi, kde je chováno Palladium země České

Ve své duchovní službě se věnoval péči o katedrálu, pro kterou dal ze svého jmění zhotovit liturgické vybavení a bohoslužebná roucha. Stejně tak činil i jiným kostelům. V roce 1679 založil na místě dnešního kostela Panny Marie Bolestné Na Slupi ústav pro staré kněze. Pro baziliku sv. Václava ve Staré Boleslavi nechal zhotovit kopii oltářního obrazu svatého Václava ze svatopetrské baziliky v Římě. K Boleslavi vůbec choval zvláštní úctu. Putoval sem se svými farníky již během svého působení v Brodě, později nechal vybudovat jednu z kaplí tzv. svaté poutní cesty z Prahy do Boleslavi. Staroboleslavské Panně Marii – Palladiu země české věnoval několik svých literárních děl. Vztah k staroboleslavské Madoně vlastně provází celé jeho dílo. Roku 1680 založil poutní kostel sv. Anny v Kraselově a sponzoroval jeho výstavbu.
Za svůj život napsal nebo do češtiny přeložil celkem na čtyřicet knih, z nichž ne všechny se dochovaly dodnes. Jde především o náboženskou poezii a písně, modlitební knihy, exempla (kázání), ale také spisy věnované popisu svatovítských památek a životopisy světců. Vyznívá z nich jeho vlastenectví, láska k české zemi i jazyku a upřímná katolická víra.

## Donátor
- Z části svého jmění dal v Praze Na Slupi zřídit exerciční dům pro staré kněze[4].
- V kostele sv. Apolináře v Praze dal postavit oltář Panny Marie Karlovské a u něj zřídit rodinnou hrobku, ze které se dochovala náhrobní deska jeho matky Juliany[5].
- Do Svatovítského pokladu daroval svou biskupskou berlu, kasule, pluviály a tzv. šperkovou monstranci, která dostala své označení podle souboru 17 rudolfinských šperků z bandalíru Oldřicha z Eggenberka, zavěšených na její paprsky, ty byly v roce 1989 sejmuty a jsou samostatně vystaveny v expozici Příběh Pražského hradu.

## Díla hagiografická, historická
- Životopis sv. Jana Nepomuckého, 1668 německy, latinsky
- Lékař pocestný a počestný sv. František Xaverianský, 1672
- Svatý Ignacius z Loyoly, 1673
- Podivín s Přibyslavou, kdo se dívá se podiví! Z toho hned přibude slávy, to jest všech kostí, těl svatých a relikvií vyznamenání a vypsání 1673, poklad a inventáře svatovítské katedrály
- Jana Evzebia de Niremberg Život a zázrakové sv. Isidora, 1673 překlad z latiny
- Vítám vás k hrovu sv. Václava. Kutnohorským poutníkům 1682, otiskl Jan Kořínek ve Starých pamětech kutnohorských
- Zpráva o obrazu sv. Ignacia…, 1684
- Historie Blahoslavené Panny Marie Klatovské, s písněmi 1690 nedochováno

## Básnické dílo
- Ager Benedictionis. Požehnané pole, na kterémžto švitorný podletí jarní ptáček skřivánek se prolétuje, nebeského posla následuje a sobě nad kostelem nejsvětější Rodičky Boží ve Staré Boleslavi vesele a radostně ono Ave, Zdrávas, prozpěvuje… (1670; jeho česká prvotina k oslavě Staroboleslavského palladia, věnováno Marii Elizabetě z Vrbna
- Zdoroslavíček na poli požehaném totiž: Dokonalejší, příjemnější, světlejší a bližší správa o svatosvatém a zázračném obraze Panny Marie Staroboleslavské, Praha 1671. Věnováno hraběnce Terezii Barboře z Martinic, kromě poezie také zprávy o zázracích Palladia a o jiných milostných mariánských obrazech v Čechách, průvodce po boleslavských pamětihodnostech
- Hrdlička Staroboleslavská Boží matička po švitorném skřivánkovi, po líbezném slavíčkovi nyní sama na světlo vychází a s sebou hojně všem svým věrným potěšení hojné přináší… , Praha 1673 poslední dochovaný díl tohoto cyklu
- Mons adjutorii, Hora pomoci. To jest.: Obnovení pobožnosti starodávní k čtrnácti svatým pomocníkům v kostele kolegiátním sv. Apolinariše v Novém Městě pražském, 1671
- Koruna česká, tj.: Pěkné a nábožné modlitby k přednějším svatým dědicům, 1673 modlitební kniha
- Outočiště Českého království, přemilostná matka a přečistá Panna Maria, 1674
- Věnec nezvadlý, z listí bobkového a z kvítí rozmanitého uvitý, to jest: Uctění pravé nejblahoslavenější Marie Panny kurs aneb Hodinky velké i malé, k tomu najvybranější modlitby..., 1678
- Duchovní recipe proti neduhům těla i duše, v modlitbě střelní Ježíši s Marií, matkou tvou, poroučím ti s tělem duši mou obsažené, 1676 věnováno milostné pietě z kostela sv. Jakuba na Starém Městě, 1675
- O Panně Marii Teynické, 1678 nedochováno
- Aurora corsurgens. Dennice vstupující do řádu sv. otce Dominika… slečna Marie, rozená ze Šternberka; kázání 1678 nedochováno
- Nebeský slavíček, aneb: Rozličné velmi pěkné písničky k potěšení pobožných duší, zvlášť mariánských poutníků spolu sebrané. Dochováno neúplné
- Duchovní recipe proti morové ráně a všelikému nakažení, neduhům jak duchovním tak tělesným preserva…, 1680 nedochováno
- Hodinky k sv. Kříži, 1689 věnováno milostnému kříži v kostele sv. Václava ve Staré Boleslavi
- Strom života uprostřed ráje českého království. Ukřižovaný Pán a Spasitel v svém podivném a zázračném obraze v Staré Boleslavi… , Praha 1690 tatáž tematika
- Předmluva ke kancionálu Capella regia musicalis, 1694

## Homiletika
- Východ a západ slunce na hoře siónské skrze šťastné vystoupení…z tohoto světa…pana Vincenta Macaria…, 1670, pohřební kázání
- Zrost aneb prospěch Dvanáctiletého v chrámě jeruzalémském učitele Krista Ježíše…, 1672
- Duchovní pozdvižení lidu pražského na den svatého Václava z příchodu neslavnější procesí kutnohorské, 1673, vítání kutnohorských poutníků